# Witsenia
Witsenia é um género monoespecífico de plantas com flor pertencente à família Iridaceae. A única espécie é Witsenia maura.